# Circuit ITF Junior
Créé en 1977, le circuit ITF Junior regroupe les tournois juniors officiels, auxquels participent de jeunes joueurs de tennis de treize à dix-huit ans, organisés par la Fédération internationale de tennis (ITF). Constitué au départ de neuf tournois, le circuit compte en 2018 plus de 578 épreuves à son calendrier, réparties sur tous les continents, permettant ainsi à chaque jeune joueur de se confronter aux meilleurs joueurs de son pays et du monde.
Les épreuves sont réparties en différentes catégories selon leur importance et rapportent des points en vue de déterminer le champion du monde junior en fin d'année.
Au contraire des circuits professionnels, les tournois junior ne distribuent pas de primes financières. Les jeunes joueurs sont alors encouragés à aller jouer rapidement avec les séniors dans les tournois des circuits Future ou Challenger pour les garçons et ITF Pro pour les filles.

## Principaux tournois
Comme chez les professionnels, les épreuves junior majeures sont les quatre tournois du Grand Chelem, auxquels s'ajoute tous les quatre ans les Jeux olympiques de la jeunesse d'été, seul tournoi junior qui inclut un tournoi de double mixte.
Moins prestigieux que les tournois du Grand Chelem, les tournois « grade A » (ou J500) restent des étapes importantes du circuit junior. Il en existait traditionnellement cinq:
- Abierto Juvenil Mexicano, à Mexico ;
- Porto Alegre Junior Championships (anciennement Copa Gerdau ou Banana Bowl), à Porto Alegre ;
- Trofeo Bonfiglio, à Milan ;
- Osaka Mayor's Cup, à Osaka ;
- Orange Bowl, à Key Biscayne.

Leur nombre est passé à sept depuis 2021 avec l'ajout des tournois suivants :
- Egypt Smash Junior Championship , au Caire ;
- HTV International Junior Open, à Offenbach-sur-le-Main.

Depuis 2015, les huit meilleurs joueurs et joueuses s'affrontent lors du Masters Junior qui reprend le format des Masters ATP et WTA des circuits professionnels. Ce tournoi est le seul du circuit junior à ne pas être disputé en double.
L'ITF organise aussi des compétitions junior par équipes avec notamment une Coupe Davis Junior et une Fed Cup Junior pour les joueurs de seize ans et moins, ainsi que l'ITF World Junior Tennis pour les moins de quatorze ans.
Plus de 500 autres tournois sont disputés chaque année dans le cadre du circuit ITF Junior. Ils sont classés dans les grades 1 à 5 pour les tournois internationaux et dans les grades B1 à B3 pour les tournois régionaux (tels que les championnats d'Europe).

## Points
En 2018, l'ITF a introduit un nouveau système de points, donnant plus de poids aux catégories de tournoi les plus élevées:
| Catégorie           | V    | F   | DF   | QF   | R16 | R32 |
| Grand Chelem        | 1000 | 700 | 490  | 300  | 180 | 90  |
| JOJ                 | 1000 | 700 | 490  | 300  | 180 | 90  |
| Masters Junior      | 750  | 450 | 250+ | 150+ | -   | -   |
| Grade A (J500)      | 500  | 350 | 250  | 150  | 90  | 45  |
| Grade 1 / B1 (J300) | 300  | 210 | 140  | 100  | 60  | 30  |
| Grade 2 / B2 (J200) | 200  | 140 | 100  | 60   | 36  | 18  |
| Grade 3 / B3 (J100) | 100  | 60  | 36   | 20   | 10  | 5   |
| Grade 4             | 60   | 36  | 18   | 10   | 5   | -   |
| Grade 5             | 30   | 18  | 9    | 5    | 2   | -   |

Note: Le Masters junior attribue respectivement 320 et 250 points pour les places 3 et 4 ; puis 200, 185, 165 et 150 points pour les places 5 à 8.
| Catégorie    | V   | F   | DF  | QF  | R16 |
| Grand Chelem | 750 | 525 | 367 | 225 | 135 |
| JOJ          | 750 | 525 | 367 | 225 | 135 |
| Grade A      | 375 | 262 | 187 | 112 | 67  |
| Grade 1 / B1 | 225 | 157 | 105 | 75  | 45  |
| Grade 2 / B2 | 150 | 105 | 75  | 45  | 27  |
| Grade 3 / B3 | 75  | 45  | 27  | 15  | 7   |
| Grade 4      | 45  | 27  | 14  | 7   | -   |
| Grade 5      | 25  | 13  | 6   | 3   | -   |

## Classement ITF Junior
L'ITF établit un classement junior sur la base des résultats obtenus dans les différents tournois. Comme chez les professionnels, le classement est mis à jour tous les lundis en prenant en compte les résultats des 52 dernières semaines.
Avant 2004, deux classements coexistaient, un par spécialité (simple et double). Mais depuis le 1er janvier 2004, l'ITF a décidé d'unifier les classements et établit dorénavant un classement combiné. Celui-ci est calculé en ajoutant les six meilleurs résultats obtenus dans chaque spécialité, les points obtenus en double comptant pour le quart (25 %) de leur valeur. À la fin de l'année, le joueur et la joueuse en tête de ce classement sont désignés « Champions du monde junior ». La mise en place de ce nouveau classement a pour objectif d'inciter les joueurs à disputer davantage des tournois en double.

## Junior Exempt
Depuis 1997 chez les filles et depuis 2007 chez les garçons, les joueurs les mieux classés parmi les juniors reçoivent des invitations pour les tournois du circuit ITF Pro. Ce système vise à accélérer la transition des juniors vers le circuit professionnel.
À partir de 2019, des places dans les tableaux du nouveau ITF Transition Tour sont réservées aux juniors.